# Introducción de la negación
La introducción de la negación es una regla de inferencia, o regla de transformación, en el campo del cálculo proposicional.
La introducción de la negación establece que si un antecedente determinado implica tanto el consecuente y su complemento, el antecedente es una contradicción.

## Notación formal
Esto puede escribirse como: {\displaystyle (P\rightarrow Q)\land (P\rightarrow \neg Q)\leftrightarrow \neg P}
Un ejemplo de su uso sería un intento de probar dos declaraciones contradictorias de un mismo hecho. Por ejemplo, si una persona fuera a declarar "Cuando suena el teléfono me pongo feliz" y, posteriormente declara "Cuando suena el teléfono me pongo molesto", la inferencia lógica que se hace de esta información contradictoria es que la persona está haciendo una falsa declaración sobre el timbre del teléfono.